# Octopus areolatus
Octopus areolatus är en bläckfiskart som beskrevs av De Haan och D'Orbigny 1839-1841 in Férussac. Octopus areolatus ingår i släktet Octopus och familjen Octopodidae. Inga underarter finns listade i Catalogue of Life.